# Coopérative de transport maritime et aérien

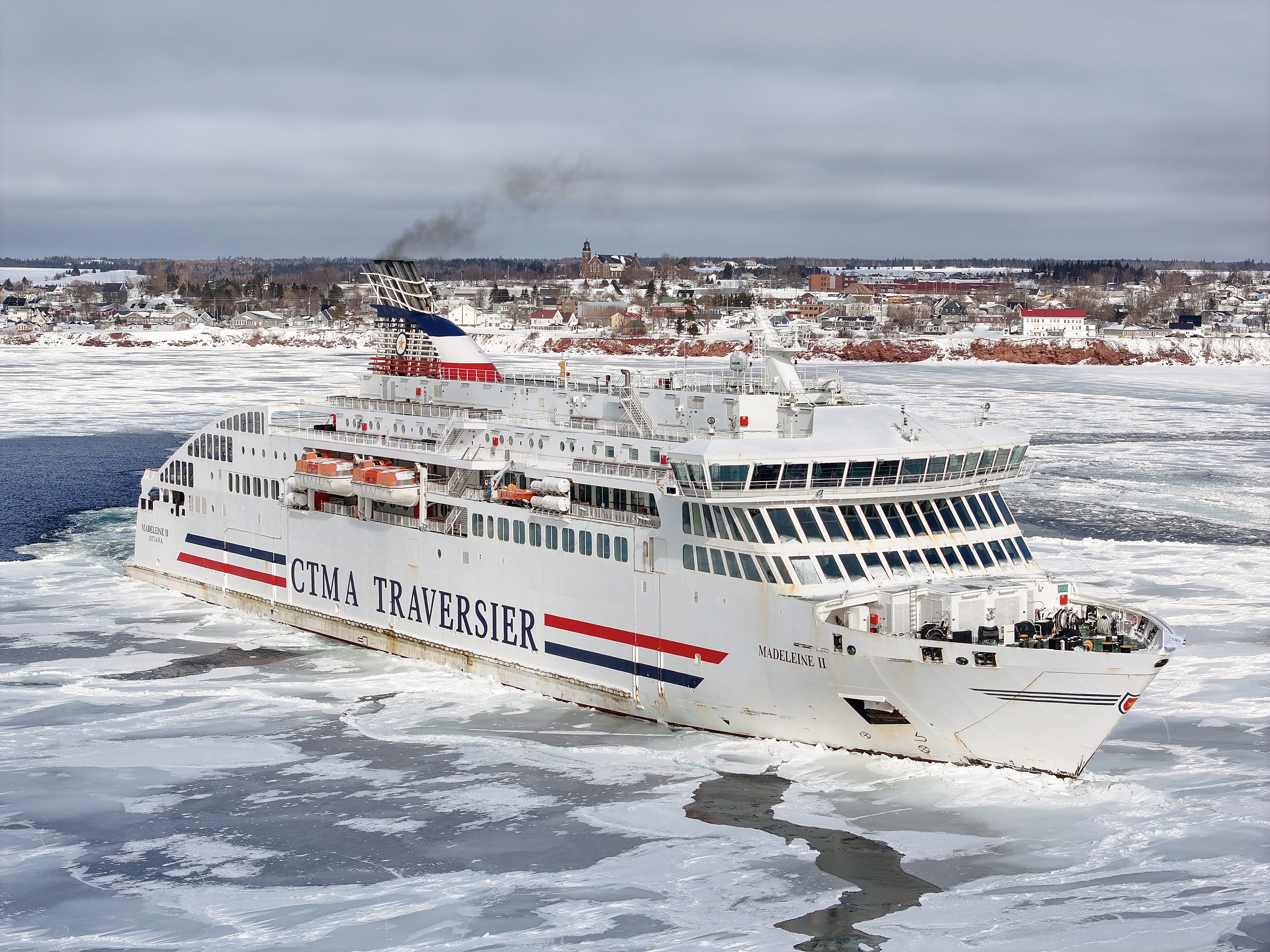
Navire traversier Madeleine II de la CTMA.

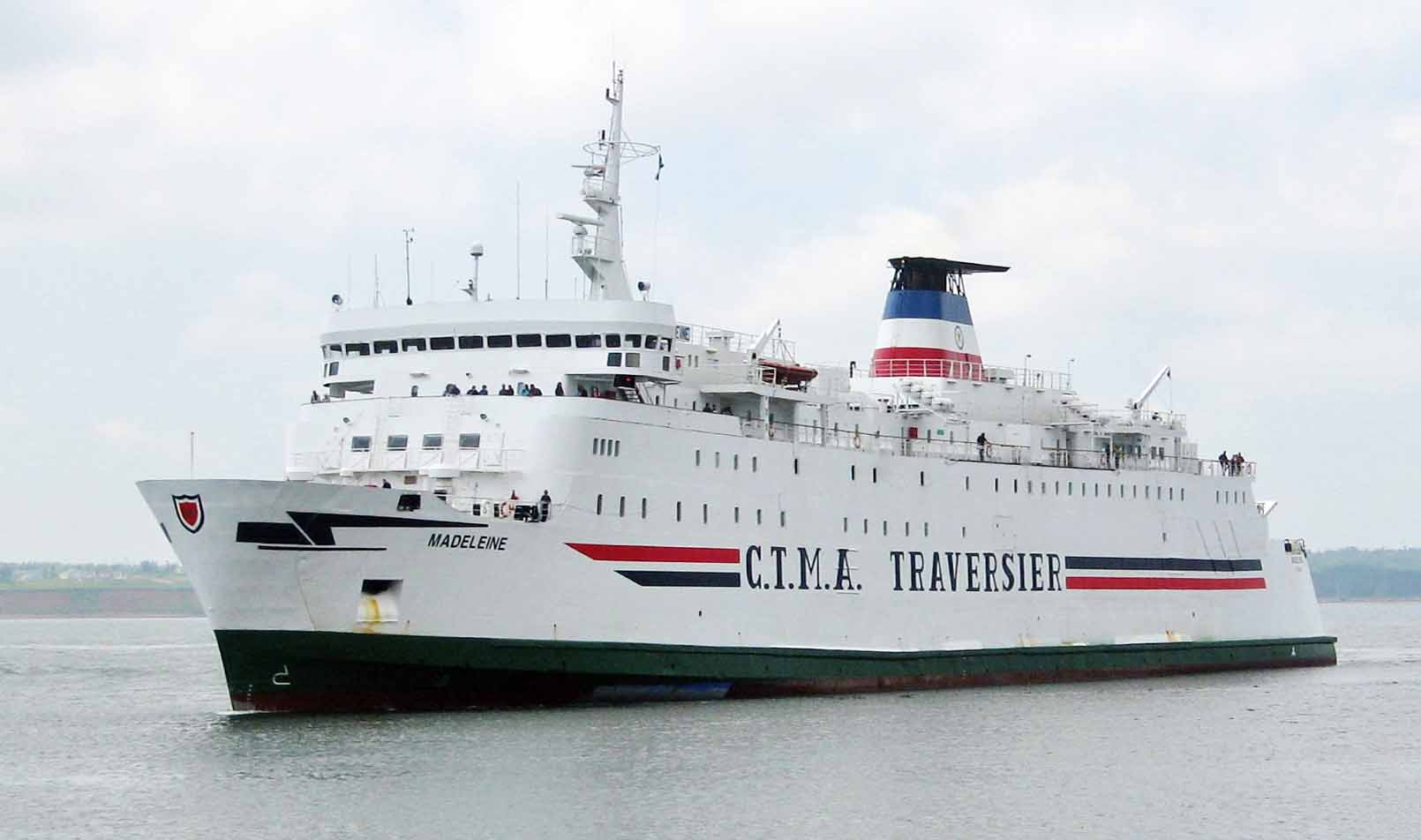
Navire traversier Madeleine de la CTMA.

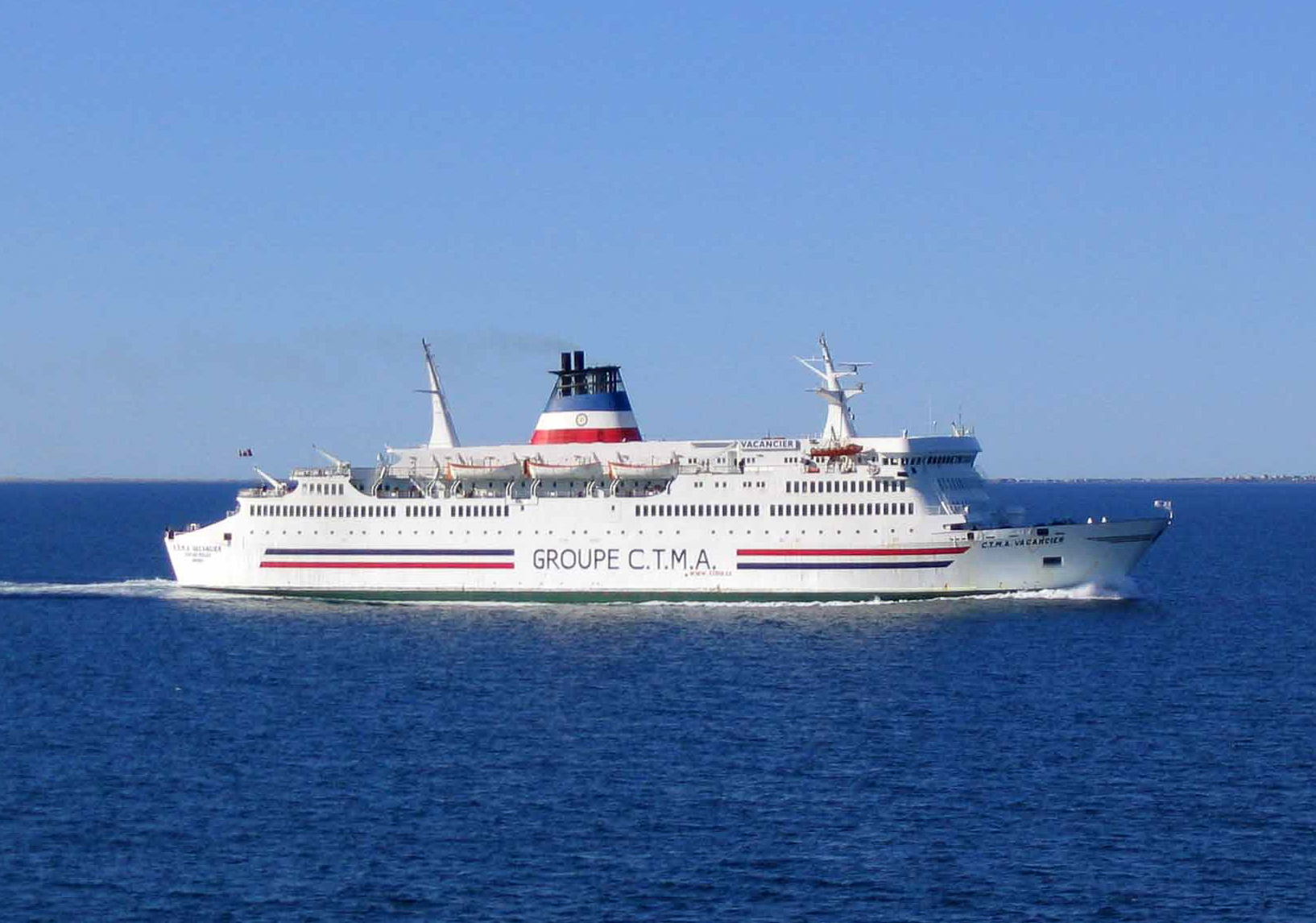
Navire de croisières CTMA Vacancier

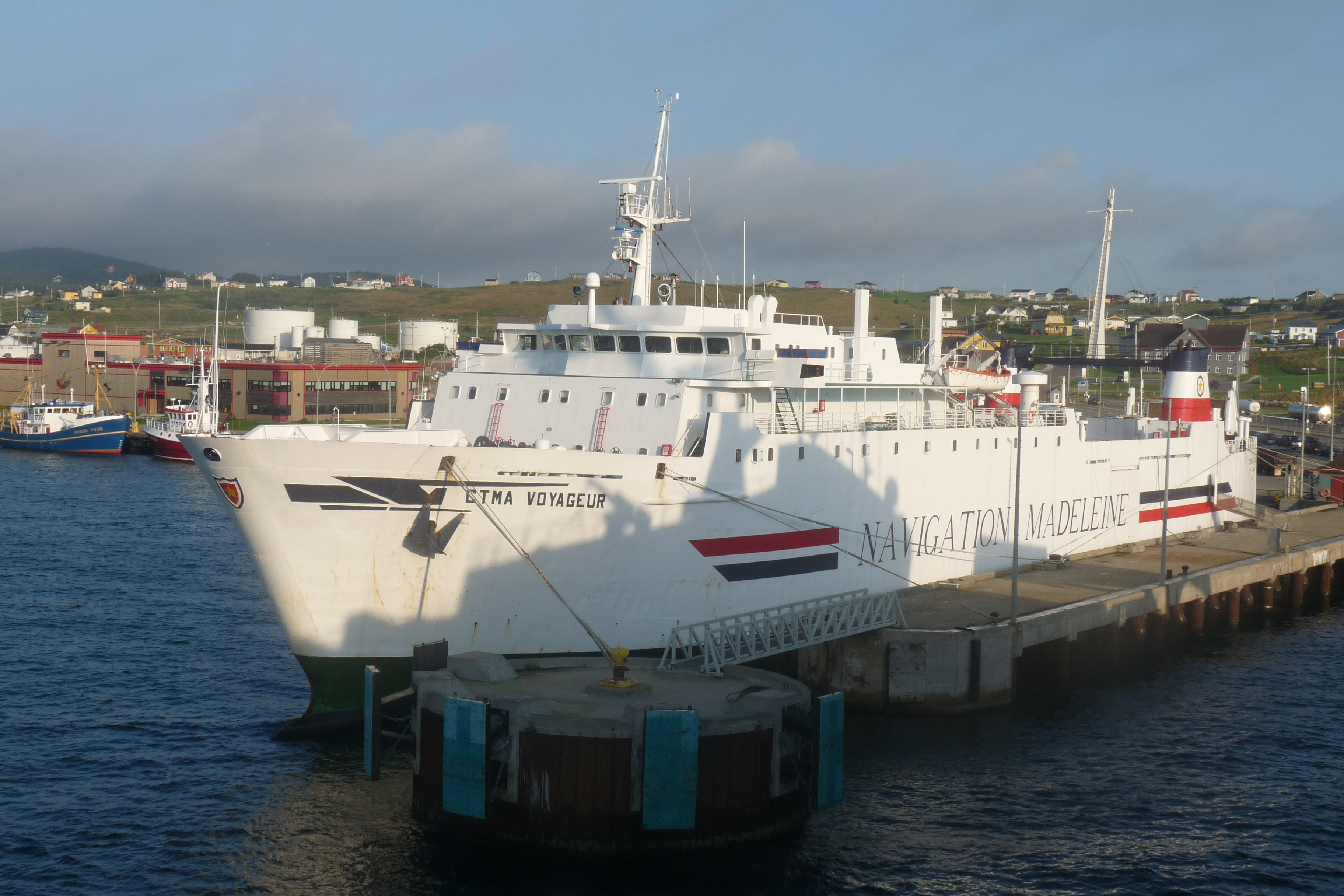
Ancien navire cargo Voyageur de la CTMA en accostage au port de Cap-aux-Meules.

La Coopérative de transport maritime et aérien (CTMA), est une coopérative maritime de transport créée en 1944 pour relier les Îles de la Madeleine, situées dans le golfe du Saint-Laurent, au reste du Canada et notamment le Québec.

## Présentation[1]
La Coopérative de transport maritime et aérien (CTMA) a été fondée le 28 mai 1944 par un groupe de Madelinots déterminés. Les visionnaires de l’époque croient qu’il est possible de se prendre en main, de participer activement au développement économique et social de la collectivité et d’assurer un transport maritime de qualité pour les marchandises, pour ainsi contribuer au mieux-être de tous. Elle a été créée sur mesure par les Madelinots, afin de rencontrer un objectif précis : doter les Îles d’un service de transport maritime adapté à leur réalité insulaire. La CTMA s’est par ailleurs donnée pour mission d’assurer le transport de personnes et de marchandises avec sécurité, fiabilité et courtoisie, tout en favorisant l’essor social, économique et touristique des Îles de la Madeleine. Le montant demandé alors pour devenir membre de la coopérative est de 50 $ par part sociale, un montant considérable à l’époque où l’argent se faisait rare.
Grâce à son évolution constante, la coopérative représente, depuis plusieurs années, un moteur économique majeur et contribue de façon significative au développement touristique de l'archipel. En plus d’assurer le service de traversier entre les Îles de la Madeleine et l’Île-du-Prince-Édouard, la coopérative offre un service de croisières, de transport routier, de dragage et remorquage, et plus encore.
La CTMA fait le transport de personnes et de marchandises. Elle possède également des entrepôts situés à Cap-aux-Meules, Moncton, Québec et Montréal.
En 2010 a lieu l’adoption du projet de loi privée à l’Assemblée nationale qui reconnait la CTMA comme coopérative à part entière malgré certaines particularités. Contrairement aux autres coopératives, la CTMA n’est pas tenue d’effectuer au moins 50% de ses opérations avec ses membres. Cette reconnaissance permettra de perpétuer la coopérative CTMA de génération en génération.
La coopérative qui compte plus de 500 employés en haute saison, est entièrement détenue, gérée et opérée par des Madelinots. 

## CTMA Traversier[2]
La CTMA dessert les Îles de la Madeleine depuis le port de Cap-aux-Meules vers le port maritime de Souris situé à l’Île-du-Prince-Édouard. Depuis 2009, ce service est offert sans interruption, selon des horaires allégés en période de basse saison. Le service est maintenant assuré par le navire Le Madeleine, acquis par la CTMA en 1997. Depuis 2021, c’est le Madeleine II qui a remplacé le Madeleine. Il est en opération depuis juin 2021.

## Croisières CTMA[3]
Depuis 2002, la CTMA offre un service de croisières à bord de son navire le CTMA Vacancier. La croisière, seule à ce jour visant à faire découvrir à ses passagers le fleuve Saint-Laurent, débute vers la mi-juin, pour se terminer dans les environs de la fin septembre. Avec ses départs hebdomadaires, les croisières de la CTMA offrent aux passagers de s’imprégner de la culture des Îles dès leur arrivée sur le navire. L’itinéraire régulier inclut un embarquement à Montréal, une escale de trois jours aux Îles de la Madeleine et une escale de quelques heures à Gaspé. Des croisières thématiques sont aussi disponibles, certaines offrant des itinéraire spéciaux.

## CTMA Transport[4]
C’est grâce à une flotte de 20 camions et d’une centaine de remorques que la CTMA peut assurer le transport de denrées et de marchandises vers les Îles, pour les besoins des Madelinots. Cette division a été créée en 1974 sous le nom de Express CTMA Ltée. Cela permet d’avoir un service intégré de transport pour les Madelinots.

## Dragage et remorquage
En 2013, la CTMA se porte acquéreur des entreprises Dragage IM et IM Tug. La CTMA peut donc offrir un nouveau service aux Madelinots.

## La flotte maritime
Au fil des années, la CTMA possède plusieurs navires : 
1945 : Acquisition de deux navires 
- Le Maid of Clare, qui relie les Îles et Halifax

- Le Bradford

1946 : Ajout d’une flotte de plus petits navires pour répondre aux besoins des Madelinots
- Le Lavernière, qui transporte le homard vers Chéticamp

- Le Havre-Aubert et le Havre-aux-Maisons (1947), des jumeaux, qui assurent la première liaison avec la Gaspésie, la Côte-Nord et Montréal

1956 : Acquisition du Flojald II
- Il est affecté au transport du homard vivant vers les États-Unis, via Chéticamp en Nouvelle-Écosse

1958 : Acquisition du Brion
- Le Brion, servant au transport de marchandises et de quelques passagers entre les Îles, Québec et Montréal

1962 : Acquisition du premier Madeleine
- Il servira à poursuivre la liaison entre les Îles et Montréal, alors que le Brion est réaffecté au transport du poisson vers Halifax en Nouvelle-Écosse

1969 : Acquisition du CTMA (2e Madeleine)
- Il a ensuite été rebaptisé Madeleine, en remplacement du premier Madeleine, pour reprendre la liaison entre les Îles et Montréal. Ce navire a transporté les marchandises aux Îles pendant 20 ans.

1971 : Mise en service du Manic
- Premier service de traversier ro-ro (roll on – roll off) entre les Îles et Souris, à l’Île-du-Prince-Édouard

- Ce bateau permet de transporter de la marchandise, en plus d’environ 45 voitures et 300 passagers

- Le service qui découle de ce bateau devient un tremplin à l’industrie touristique des Îles, en plus de contribuer à son développement économique.

1975 : Acquisition du Lucy Maud Montgomery
- Vu l’affluence touristique engendré, le Manic ne répond plus aux besoins et est remplacé par le Lucy Maud Montgomery

- Celui-ci continue d’assurer le transport entre Souris et les Îles et peut transporter jusqu’à 100 voitures et 425 passagers.

Dès 1986, la CTMA renouvelle sa flotte
1986 : achat du CTMA Voyageur
- Navire cargo qui assure la liaison entre les Îles et Matane

- En 1989 se fera l’inauguration de la liaison hivernale entre les deux ports

1997 : Achat d’un nouveau traversier, le Madeleine (3e du nom).
- Ce navire peut transporter jusqu’à 200 voitures et 800 passagers

- Assurera les traversées entre Souris et Cap-aux-Meules

- Son arrivée favorise une expansion de l’industrie touristique des Îles

2002 : Acquisition du Vacancier
- Début d’un nouveau service, celui des croisières sur le fleuve Saint-Laurent, entre les Îles et Montréal

- Ce nouveau service marque la diversification de l’offre touristique de l’archipel, en plus de prolonger la saison touristique

2019 : Acquisition du Voyageur II
- En remplacement du Voyageur, le Voyageur II assure maintenant le transport de cargo entre les ports de Matane et de Cap-aux-Meules